# Kohort (Rom)
Kohort (latin: cohors) var en militär enhet i en legion i det romerska rikets armé.
Den var ursprungligen en hop stridsmän, som inte var större än att den kunde ledas av en befälhavare. Sedermera innefattade man under denna benämning de maniplar i alla tre slaglinjerna (principes, hastati och triarii) med de till dem hörande velites (lätt fotfolk) samt den rytteri-turma, som hade samma nummer.
Den infördes cirka 100 f.Kr. av fältherren Marius. Kohorten utgjorde 1/10 av en legion och uppgick till 600 man.
Kohorten var indelad i sex centurier (underavdelningar), vilka förestods av en centurion. En centuria bestod av 100 legionärer.
Som taktisk enhet förekommer kohorten först då, när Marius, för att vinna styrka mot barbarernas djärva rytteri och för att minska inflytandet av den allt sämre soldatstyrkan, förenade två och två maniplar av samma slags fotfolk till en kohort, så att legionen fick 15 sådana. Caesar (död 44 f.Kr.) ändrade indelningen i kohorter på det sätt, att den gamla kohortilldelningen återtogs, då kohorten sålunda kom att utgöra en sluten enhet med en styrka av 400–500 man. Under början av kejsartiden, då soldatmaterialet än mera försämrats, förenades det bästa manskapet vid legionen till en så kallad miliarkohort, som fick dubbelt så stor styrka som övriga kohorter (1 000–1 200 man, den fick stundom även sig tilldelat rytteri) och plats anvisad på legionens högra flygel eller stod ensam i första linjen.